# نازاري روسين
نازاري روسين (بالأوكرانية: Назарій Орестович Ру́син) (25 أكتوبر 1998 في أوكرانيا - ) هو لاعب كرة قدم أوكراني في مركز الهجوم. لعب مع دينامو كييف.

## روابط خارجية
- نازاري روسين على موقع الاتحاد الأوربي (الإنجليزية)
- نازاري روسين على موقع اتحاد أوكرانيا (الإنجليزية)
- نازاري روسين على موقع قاعدة بيانات كرة القدم.إي يو (الإنجليزية)
- نازاري روسين على موقع Soccerway.com (الإنجليزية)
- نازاري روسين على موقع عالم كرة القدم.نت (الإنجليزية)